# Куфра
Куфра — западина

і група оаз в окрузі Куфра на південному сході Киренаїки, Лівія. 
Наприкінці ХІХ століття Куфра стала центром і святим місцем ордена Сенусі. 

Також тут відбулись бойові дії під час кампанії у Західній пустелі Другої світової війни.
Розташовано в особливо ізольованій місцевості не лише тому, що він знаходиться посеред пустелі Сахара, але й тому, що з трьох боків оточений западинами, які роблять його домінуючим у проході наземного руху зі сходу на захід через пустелю. 
Для колонізаторів-італійців він також був важливим як станція на повітряному шляху з півночі на південь до Італійської Східної Африки. 
Ці фактори, разом із домінуванням Куфри у південно-східному регіоні Киренаїка підкреслюють стратегічне значення оази та чому він був місцем бойових дій під час Другої світової війни.

## Етимологія
Народна етимологія пов’язує слово куфра з арабським словом кафір, арабським терміном для позначення немусульман (часто перекладається як «невірні», буквально «ті, хто приховує [правду]»), з посиланням на народ тубу, корінних жителів цього регіону. 

## Історія
Клавдій Птолемей писав, що близько 90 року по Р. Х. Юлій Матернус (або Матірнус) здійснив комерційну експедицію. 
Від затоки Сірт він досяг оази Куфра та оази Архей, а потім, після 4 місяців подорожі з царем гарамантів, прибув до річки Бахр-Саламат і Бахр-Аук, сьогоденна Центральноафриканська Республіка, регіон тоді мав назву Агісимба.

В 1154 році аль-Ідрісі описав місце, визначене Левицьким як оаза Куфра. 
Аль-Ідрісі пише, що колись це місце було процвітаючим і населеним, але на той момент було в руїні, його колодязі висохли, стада здичавіли. 

Наприкінці 15 століття Лев Африканський повідомив про оазу у землі Бердоа, який відвідав караван, що прямував з Авджіли. 
Цілком можливо, що ця оаза була ідентична або оазі Ель-Джауф, або оазі Тазірбу, і на ранніх сучасних картах регіон Куфра часто позначався як Бердоа на основі цього звіту. 
Бердоа, була заселена тубу, племенем нілосахарців. 
Куфра не була під владою ні арабів, ні османів і була частиною султанату Тубу зі столицею в Тазірбу. 

В 1840-х роках Тубу були колонізовані арабізованим берберським племенем Зувейя та зрештою італійцями в 1930-х роках.

## Географія
Куфра є западиною еліптичної форми, орієнтованої на NE-SW. 
Довжина великої осі становить 50 км, малої — 20 км. 
 
Обмежено пагорбами висотою не більше 100 м. 
 
Грунт складається з червоного мергелю або піску, в найнижчих частинах є солоні озера або висохлі солончаки. 
 
У басейні розташовані такі оази:
- Ель-Джауф («Центр»), найбільший, розташований у північно-східній частині западини, довжиною 5 км і шириною 2–3 км. Відомий пальмами та садами. [2]
- Бума та Буема , обидва невеликі та розташовані на схід від Аль-Джауфа.[2] Герхард Рольфс розташував свій табір на північ від Буеми, і з того часу місцевість відома як «Гарет-ен- Насрані» («Поле християнина» арабською).[2] Аеропорт Куфра розташований у Бумі.
- Ез-Зург, розташований за 4 км на південь від Ель-Джауфа. Складається з лінії пальм.[2] До італійської окупації тут жили лише раби.[2]
- Ет-Тлейліб і Ет-Таллаб , обидва розташовані на південний захід від Ель-Джауфа.[2] Останній є найвіддаленішим від Ель-Джауфа, розташований за 20 км.[2]

На північному краю западини є село Ель-Таг, що в перекладі з арабської означає корона, яка не має оази. 
 
Село було засновано Саїдом Мухаммадом аль-Махді ас-Сенуссі, сином засновника ордена Сенусі, коли він переїхав до Куфри, і вважається святим місцем Сенусі.

## Клімат
| Клімат Куфра, Лівія                        | Клімат Куфра, Лівія | Клімат Куфра, Лівія | Клімат Куфра, Лівія | Клімат Куфра, Лівія | Клімат Куфра, Лівія | Клімат Куфра, Лівія | Клімат Куфра, Лівія | Клімат Куфра, Лівія | Клімат Куфра, Лівія | Клімат Куфра, Лівія | Клімат Куфра, Лівія | Клімат Куфра, Лівія | Клімат Куфра, Лівія |
| Показник                                   | Січ.                | Лют.                | Бер.                | Квіт.               | Трав.               | Черв.               | Лип.                | Серп.               | Вер.                | Жовт.               | Лист.               | Груд.               |                     |
| Середній максимум, °C                      | 21,0                | 23,0                | 28,0                | 33,0                | 37,0                | 39,0                | 38,0                | 38,0                | 35,0                | 32,0                | 27,0                | 22,0                |                     |
| Середня температура, °C                    | 13,0                | 15,0                | 19,5                | 24,0                | 28,5                | 30,5                | 30,5                | 30,5                | 27,5                | 24,5                | 19,0                | 14,0                |                     |
| Середній мінімум, °C                       | 5,0                 | 7,0                 | 11,0                | 15,0                | 20,0                | 22,0                | 23,0                | 23,0                | 20,0                | 17,0                | 11,0                | 6,0                 |                     |
| Середня кількість сонячних годин на місяць | 279                 | 262                 | 294                 | 286                 | 306                 | 342                 | 384                 | 374                 | 301                 | 298                 | 292                 | 266                 | 3689                |
| Днів з дощем                               | 0                   | 0                   | 0                   | 0                   | 0                   | 0                   | 0                   | 0                   | 0                   | 0                   | 0                   | 0                   |                     |
| Вологість повітря, %                       | 45                  | 38                  | 33                  | 28                  | 24                  | 23                  | 23                  | 23                  | 27                  | 31                  | 42                  | 48                  |                     |
| ------------------------------------------ | ------------------- | ------------------- | ------------------- | ------------------- | ------------------- | ------------------- | ------------------- | ------------------- | ------------------- | ------------------- | ------------------- | ------------------- | ------------------- |

## Зрошуване землеробство

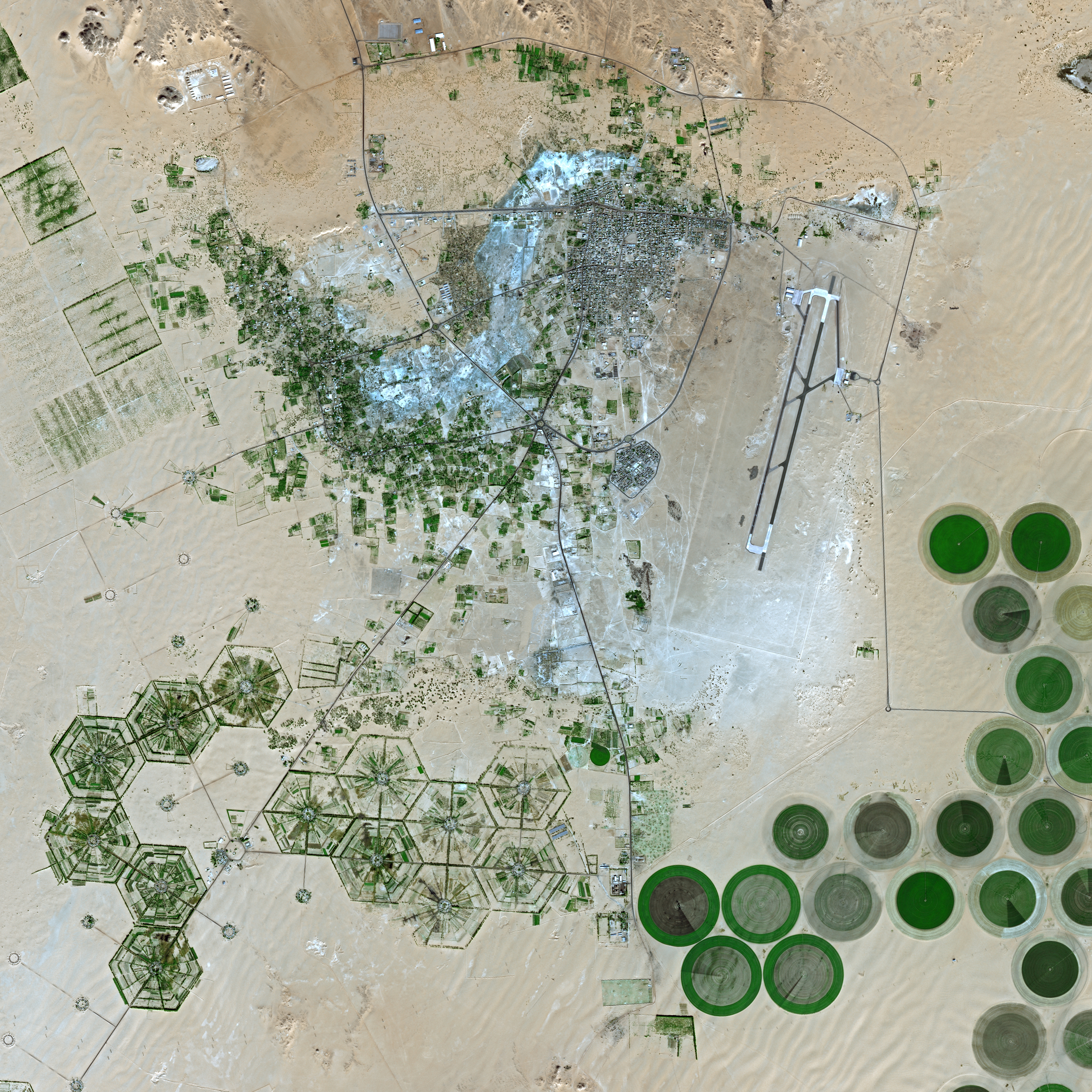
Іригаційні кола Куфра, що видні із супутника SPOT 5

На початку 1970-х років в оазі Куфра розпочалися роботи: у рамках великого проєкту, спрямованого на розвиток сільського господарства в пустелі. Зрошення забезпечується шляхом використання вод Нубійської системи водоносних горизонтів. 
Це єдиний доступний водний ресурс у цьому районі. 
Спринклерні установки, що обертаються, забезпечують зрошення ділянок поверхні діаметром близько 1 км, добре видимих з космосу.

Це один із найбільших сільськогосподарських проєктів Лівії. У Лівії лише 2 відсотки землі отримує достатню кількість опадів для землеробства, цей проєкт використовує підземні водоносні горизонти. 
Лівійський уряд також реалізував проєкт під назвою Великої рукотворної річки для транспортування запасів цих підземних вод на узбережжя Середземного моря, зокрема, у Триполі та Бенгазі. 
Станом на грудень 2011 року надмірна експлуатація водоносних горизонтів викликала повне висихання озера в оазі 
.